# Temeš
Temeš (hongrois : Divéktemes) est un village de Slovaquie situé dans la région de Trenčín.

## Histoire
La première mention écrite du village date de 1332.

## Démographie

### Évolution de la population
| Année:               | 1994. | 2004.    | 2014.    | 2024.    |
| -------------------- | ----- | -------- | -------- | -------- |
| Nombre de personnes: | 324   | 289      | 234      | 189      |
| Différence:          |       | -10,80 % | -19,03 % | -19,23 % |

| Année:               | 2023. | 2024.   |
| -------------------- | ----- | ------- |
| Nombre de personnes: | 198   | 189     |
| Différence:          |       | -4,54 % |